# President van Mexico
De Grondwettelijke President van de Verenigde Mexicaanse Staten (Spaans: Presidente Constituciónal de los Estados Unidos Mexicanos) is het staatshoofd van de Verenigde Mexicaanse Staten, oftewel Mexico. Hij is bovendien regeringsleider en opperbevelhebber van het leger. De huidige president van Mexico is Claudia Sheinbaum.
De taken van de president zijn omschreven in de grondwet van 1917. De president wordt in directe verkiezingen met algemeen stemrecht gekozen. Oorspronkelijk duurde de termijn vier jaar, maar Abelardo L. Rodríguez verlengde de termijn in 1932 naar zes jaar (sexenio), en na afloop is de president niet herkiesbaar. Verkiezingen kennen maar één ronde, het komt dus voor dat presidenten met minder dan 50% van de stemmen gekozen worden.
In de praktijk is het regelmatig voorgekomen dat presidenten hun opvolger feitelijk gewoon benoemden (dedazo). Vanaf haar oprichting in 1929 tot de jaren '90 had de Institutioneel Revolutionaire Partij (PRI) zo'n alomvattende greep op de Mexicaanse politiek dat bij sommige verkiezingen oppositiepartijen niet eens meer een poging deden een gooi naar het presidentschap te doen. Na de democratische hervormingen van Ernesto Zedillo is dit echter veranderd, en in 2000 won een oppositiekandidaat, Vicente Fox van de Nationale Actiepartij (PAN), de presidentsverkiezingen.
Vanaf Lázaro Cárdenas in 1936 tot en met Enrique Peña Nieto in 2018 was de president van Mexico woonachtig in Los Pinos, in het park van Chapultepec. Vanaf Andrés Manuel López Obrador in 2018 is de residentie het Nationaal Paleis.

## Vereisten voor het presidentschap
De president:
- Moet Mexicaans bij geboorte zijn, of de Mexicaanse nationaliteit bezitten en de afgelopen 20 jaar in Mexico gewoond hebben.
- Moet minimaal 35 jaar oud zijn.
- Moet minstens een jaar lang voorafgaand aan de verkiezingen in Mexico wonen.
- Mag geen priester zijn.
- Mag niet in militaire dienst zijn geweest gedurende een half jaar voorafgaand aan de verkiezingen.
- Mag geen politieke functie bekleden gedurende een half jaar voorafgaand aan de verkiezingen.
- Mag niet al eerder president zijn geweest.

## Lijst van levende ex-presidenten
Wanneer de termijn van een president voorbij is, behoudt hij de titel van president. Ze krijgen nog steeds bescherming van een presidentiële garde en krijgen een levenslang pensioen. Hier is echter veel weerstand tegen, en de roep om het afschaffen van deze privileges wordt steeds groter. Voormalige presidenten die nog in leven zijn, en dus nog de titel president hebben, zijn:
- Carlos Salinas de Gortari (1988-1994)
- Ernesto Zedillo (1994-2000)
- Vicente Fox (2000-2006)
- Felipe Calderón (2006-2012)
- Enrique Peña Nieto (2012-2018)
- Andrés Manuel López Obrador (2018-2024)